# 扎尔伯兰
扎尔伯兰（法語：Zarbeling，法語發音：[zaʁbəlɛ̃]）是法国摩泽尔省的一个市镇，属于萨尔堡-萨兰堡区。

## 地理
扎尔伯兰（48°53'27"N, 6°41'16"E）面积3.87 平方千米，位于法国大東部大區摩泽尔省，该省份为法国东北部内陆省份，是洛林的一部分，西南接默尔特-摩泽尔省，东临下莱茵省，北与卢森堡和德国接壤。
与扎尔伯兰接壤的市镇（或旧市镇、城区）包括：孔蒂勒、利德勒赞、罗达尔布、维斯。

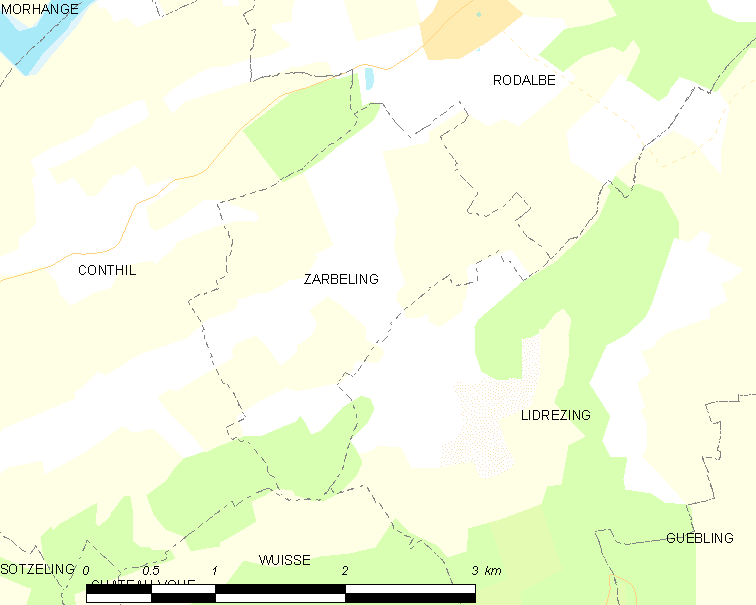
扎尔伯兰的OSM定位图

扎尔伯兰的时区为UTC+01:00、UTC+02:00（夏令时）。

## 行政
扎尔伯兰的邮政编码为57340，INSEE市镇编码为57759。

## 政治
扎尔伯兰所属的省级选区为索努瓦县。

## 人口

1962-2008年间扎尔伯兰人口变化图示

扎尔伯兰于2022年1月1日时的人口数量为67人。